# 주런던 홍콩 경제무역대표부
주런던 홍콩 경제무역대표부(중국어: 香港駐倫敦經濟貿易辦事處, 영어: Hong Kong Economic and Trade Office (London), 준말: HKETO (London))는 중화인민공화국 홍콩 특별행정구 정부가 영국 런던에 설치한 홍콩 경제무역대표부이다.

## 기능
영국에서 홍콩 특별행정구 정부를 대표하는 기구이며 영국 이외에 덴마크, 스웨덴, 노르웨이, 핀란드, 러시아, 에스토니아, 라트비아, 리투아니아와의 무역 및 경제 관계를 발전시키는 역할을 한다. 대표부는 홍콩과의 양자 무역·투자 촉진하고 비즈니스 공동체 및 홍보 기관에서 홍콩의 중요한 발전 사항을 홍보한다. 또한 관련 국가의 공식 방문, 세미나 및 연락 행사를 조직하고 홍콩 및 중국 대륙에서 비즈니스 기회를 찾는 이들 국가의 투자자를 지원하는 허브 역할을 한다.
대표부는 런던 중심 시티오브웨스트민스터 베드퍼드 광장 18번지에 위치하고 있는데 홍콩 무역발전국, 홍콩 관광진흥청 런던 대표부도 이 곳에 입주하고 있다. 과거에는 그래프턴 6번지에 위치했다.
주런던 홍콩 경제무역대표부는 영국 의회가 제정한 《1996년 홍콩 경제무역대표부법》에 따라 설립되었다. 《영사 관계에 관한 빈 협약》, 《1968년 영사 관계법》 또는 이와 유사한 영국의 법률에 따라 영국 주재 대사관, 고등판무관 사무소, 총영사관, 영사관과 유사한 많은 면책 특권 및 특권을 부여한다. 영국령 홍콩 시대에는 주런던 홍콩 정부 대표부(중국어: 香港政府駐倫敦辦事處)라고 불렀으며 소속 지원은 주영국 홍콩 정부 위원(중국어: 港府駐英專員, 영어: Hong Kong Commissioner in London)이라고 불렀다. 그 외의 유럽 국가는 주브뤼셀 홍콩 경제무역대표부, 주베를린 홍콩 경제무역대표부에서 관할한다.

## 역대 대표
1. 존 창 (중국어: 曾俊華, 영어: John Tsang, 임기: 1997년 ~ 1999년)
2. 샌드라 버치 리 (중국어: 李淑儀, 영어: Sandra Birch Lee, 임기: 1999년 ~ 2000년)
3. 렁킨봉 (중국어: 梁建邦, 임기: 2000년 ~ 2004년)
4. 캐리 람 (중국어: 林鄭月娥, 영어: Carrie Lam, 임기: 2004년 ~ 2006년)
5. 우보우쥐 (중국어: 胡寶珠, 임기: 2006년 ~ 2010년)
6. 애그니스 올콕 (중국어: 鍾小玲, 영어: Agnes Allcock, 임기: 2010년 ~ 2013년)
7. 응라이만 (중국어: 吳麗敏, 임기: 2013년 ~ 2015년)
8. 도우깃라이 (중국어: 杜潔麗, 임기: 2015년 ~ 2019년)
9. 소우윈링 (중국어: 蘇婉玲, 임기: 2019년 ~ 2021년)
10. 로산온 (중국어: 羅莘桉, 임기: 2021년 ~ 현재)

## 사진

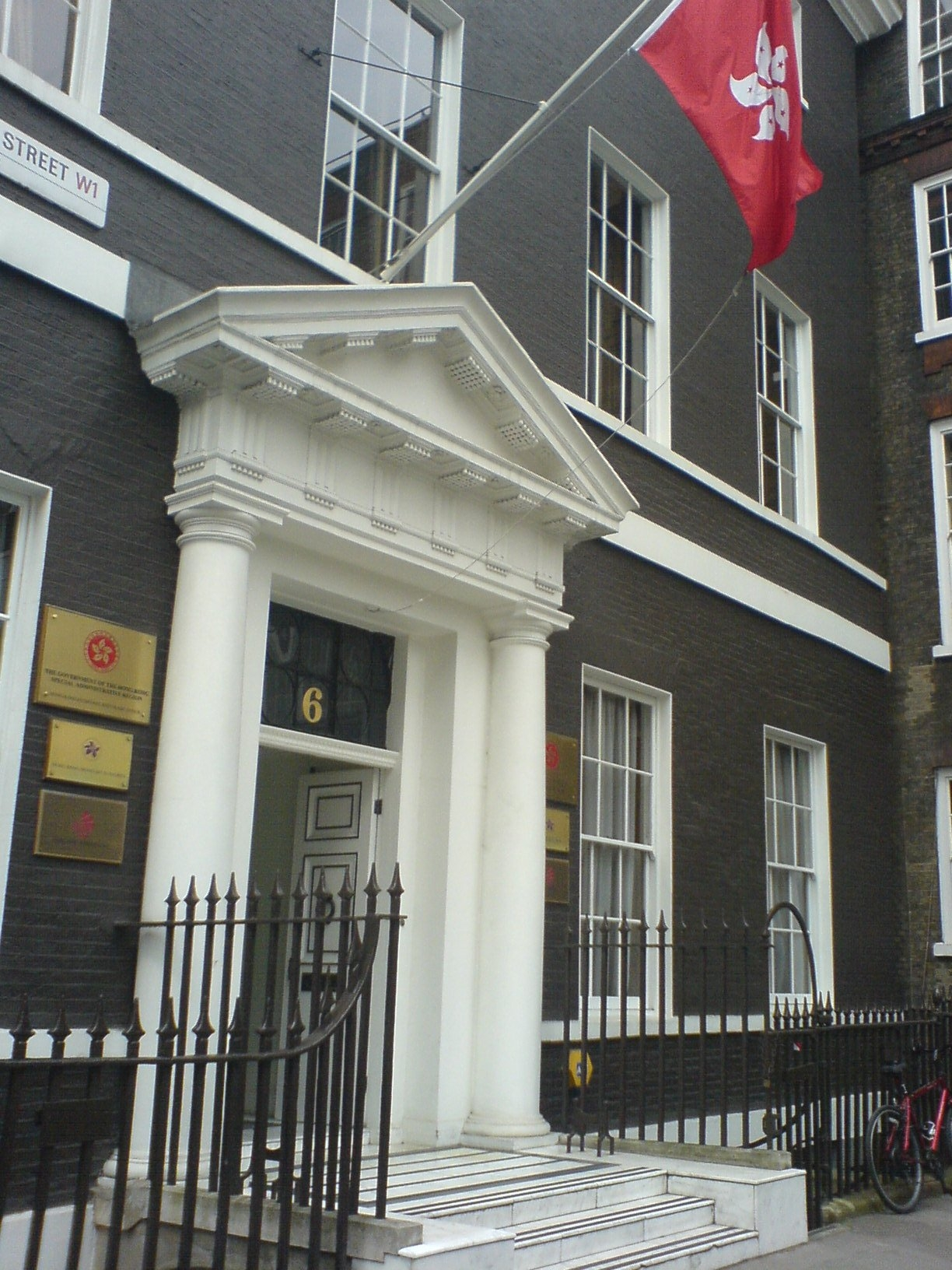
구 주런던 홍콩 경제무역대표부 청사

## 같이 보기
- 홍콩 경제무역대표부